# Бельські
Бе́льські, або Бєльські (пол. Bielscy) — польські шляхетські родини різних гербів.

## Бельські гербу Ясеньчик
За Ш. Окольським, походили з черської землі.

### Представники
- Сцібор Бельський
- Казімеж Бельський — чесник варшавський

## Бєльські гербуЄліта
Не згадані Б. Папроцьким, Ш. Окольським.

### Представники
- Ян, друга дружина — Катажина Любенецька
  - Самуель — чесник холмський
    - Богуслав — староста рабштинський, хорунжий львівський, чоловік Анни Шептицької[1]

  - Анна — дружина Ганьського
- Павел — войський, суддя гродський любельський, дружина — Грабянка
  - Людовіка — дружина теребовлянського підчашого Антонія Бенецького

- Адам — староста червоногородський[2]
- Антоній — граф, староста червоногородський, рабштинський, ловчий коронний[3]

## Бельські гербуПравдич
Походили з Велюньської землі Краківського воєводства.
- Мартин Бельський — історик-хронік

## Бельські гербуРавич
Походили з Беля в Серадзькому (за Ш. Окольським, Сандомирському) воєводстві.

### Представники
- Фелікс — опат веградський

## Бельські гербуШренява

### Представники
- Агнешка — дружина Кристина Горайського

## Бельські гербуТшаска (герб)
Походили з Равського воєводства.

## Бельські гербуВєрусова

### Польські історики-хроністи XVI століття
- Мартин Бельський (1495—1575) — вперше польською мовою написав всесвітню історію («Всесвітня хроніка». Краків, 1551) та історію Польщі з найдавніших часів до 1533.
- Йоахим Бельський (1540—1599) — син Мартина Б., опрацював матеріали батька і довів історію Польщі до 1598. В працях Мартина та Іоахима Б. широко використані історичні й етнографічні матеріали. Для авторів характерне прагнення звільнити історичну науку від засилля теології. Бєльські подають цінні відомості з історії українського козацтва і народних повстань в Україні XV—XVI століть.